# 벤치

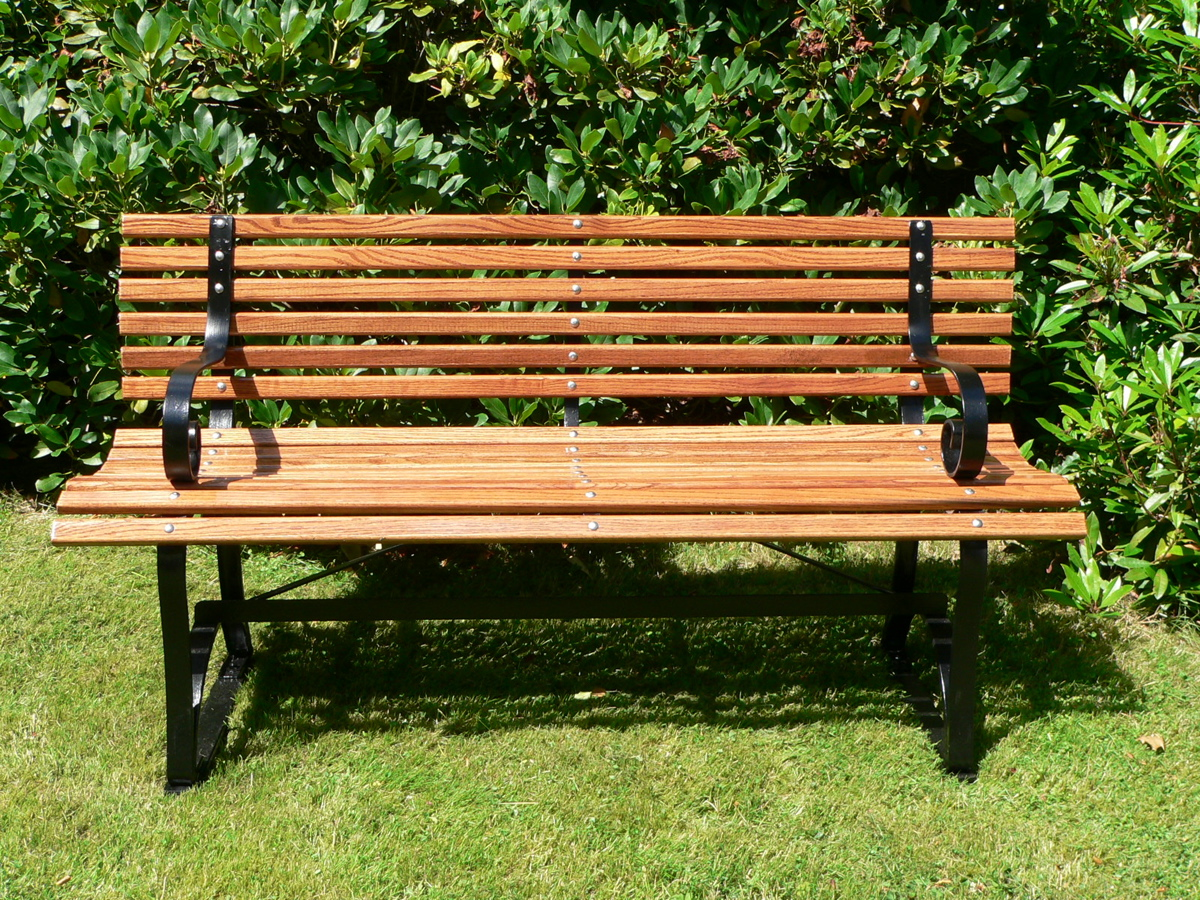
벤치.

벤치(Bench)는 가구의 일종으로, 많은 사람들이 오가는 곳에 앉을 수 있도록 편의를 제공한다. 일반적으로, 나무로 만들어지나, 간혹 돌이나 기타 재료로 특이하게 만들어진 것도 있다. 어떤 공공 장소에서는, 개인이나 단체가 벤치를 기증하기도 한다.

## 벤치의 각각 다른 종류와 특징
- 일반적으로 벤치는 다섯 명까지 앉을 수 있도록 설계되어 있다.
- 피크닉 테이블은 테이블과 함께, 또한 다리가 많다.
- 피아노의 벤치는 한 사람만 앉을 수 있도록 만들어졌으며 높이를 조절할 수 있는 것도 있다.
- 야구의 선수석도 벤치라고 한다.

## 같이 보기
- 가구